# Consulat général du Royaume-Uni à Paris
Le consulat général du Royaume-Uni à Paris est une représentation consulaire du Royaume-Uni de Grande-Bretagne et d'Irlande du Nord en France. Il est situé rue d'Anjou, à Paris, en Île-de-France.

## Histoire
Dans les années 1900, le consulat général du Royaume-Uni à Paris se trouvait 7 rue d'Aguesseau.